# Цілком таємно (фільм)
«Цілком таємно» або «Секретні матеріали» (англ. The X-Files) або «Цілком таємно: Боротьба за майбутнє» (англ. The X-Files: Fight the Future) — американський фантастичний трилер режисера Роба Боумена та сценариста Кріса Картера за участі Френка Спотніца. Перший повнометражний фільм на основі культового телесеріалу Картера «Цілком таємно», сюжет якого розгортається навколо таємничих нерозкритих справ «Секретні файли» (англ. X-Files) і способів їх вирішення. П'ять головних акторів і персонажів телесеріалу з'являються у фільмі: Девід Духовни, Джилліан Андерсон, Мітч Піледжі, Джон Невілл і Вільям Б. Девіс — відповідно агенти ФБР Фокс Малдер і Дейна Скаллі, помічник директора ФБР Скіннер, Охайний чоловік і Курець. Фільм був зроблений з підзаголовком «Боротьба за майбутнє».
Дія фільму розгортається між сезонами п'ять (епізод «Кінець») і шість (епізод «Початок») телесеріалу, і заснований на позаземній міфології. Сюжет оповідає про агентів Малдера і Скаллі, які зняті зі своїх звичайних робочих місць з секретними матеріалами, і розслідують знищення кримінальних доказів. Вони роблять висновки, що уряд намагається приховати правду про колонізацію Землі прибульцями.
Картер вирішив зробити художній фільм, щоб показати дослідження міфології серіалу в ширшому масштабі, а також звернутися до нелюбителів. Він написав історію з Франком Спотніцом в кінці 1996 року і з бюджетом від 20th Century Fox, зйомки почалися в 1997 році, після закінчення четвертого сезону шоу. Картер зібрав акторів і знімальну групу, а також деяких інших, відомих акторів, таких як Блайт Даннер і Мартін Ландау, щоб почати виробництво того, що вони називають "Проект «Чорне дерево» англ. Project Blackwood. Фільм знятий Картером і Даніелем Сакхейм. Марк Сноу продовжив свою роль композитора для створення саундтреку фільму.

## Синопсис
Фільм розпочинається з доісторичних часів і супроводжується тривалим мовчанням. Полюючи, двоє неандертальців заходять до печери, де зустрічають невідому їм істоту (іншопланетянина). Ця істота вбиває одного з мисливців. У свою чергу інший дикун, завдавши кількох ударів, вбиває інопланетянина. З тіла чужинця витікає чорна рідина, що потрапляє на печерну людину. Таким чином, перевтілившись, позаземне створіння рятує собі життя. 
У наш час на цьому місці розташоване маленьке містечко штату Техас. Діти грають на майданчику, поряд із будинками, і раптом один з них провалюється під землю. Його товариші намагаються зрозуміти, що з ним трапилося. Хлопець кричить, що все нормально, до того ж він знайшов людський череп. Він виходить на світло, але не поспішає вилазити з провалу. Чорна рідина тече з ґрунту поряд з його ногами, скупчується калюжею. Хлопчик заворожено дивиться на дивну речовину, з жахом помічаючи, що вона почала всмоктуватися в його шкіру. Він піднімає очі й хлоп'ята, що стоять нагорі, з переляку кричать — очі їх друга цілком чорні. Через деякий час приїжджають пожежники, і вся бригада не повертається нагору. І тоді до справи беруться дивні люди, що приїхали на машинах без розпізнавальних знаків.
Влітку 1998 року (наприкінці показу п'ятого сезону) відділ секретних матеріалів було закрито. Агентів Малдера та Скаллі призначено до інших відділів. Вони вперше зустрічаються, допомагаючи агенту Доріусу Мічаду та його команді в розслідуванні вибуху федеральної будівлі в Далласі.
Малдер і Скалі повертаються до Вашингтону. Але замість подяки за врятування життя проти агентів відкривають справу, оскільки жертвами вибуху в будівлі стали четверо осіб: троє пожежників та один хлопчик. Малдер не вірить у те, що коли будівля вибухнула, там були люди, адже було проведено евакуацію. Разом зі Скалі вони починають розслідувати цю справу.
У барі Малдер зустрічається з параноїдальним доктором Елвіном Курцвайлдом, який пояснює, що ті четверо людей були вже давно мертві, а вибух лише знищив докази справжньої причини їх смерті. Агент Малдер вмовляє Скалі поїхати до моргу, щоб обстежити тіла загиблих. Приїхавши на військову базу, де розташовано морг, агенти виявлять у трупах пошкодження клітин, що ніяк не можуть бути наслідками вибуху. Малдер залишає Скалі у морзі, а сам летить до Далласу, розслідувати обставини вибуху. Агенти приходять до висновку, що тіла було заражено позаземним вірусом. Для продовження розслідування Фокс і Дейна прямують до містечка, де сталася пригода із хлопцем, але замість отвору, куди той провалився, знаходять свіжий газон та відсутність слідів пригоди. Місцеві хлопці повідомили агентам, що люди, які працювали після падіння хлопчика, нещодавно поїхали з міста вантажівками. Малдер вирішує наздогнати незнайомців. У результаті переслідування агенти натрапляють на два велетенські куполи, потрапивши до яких знаходять просто великий порожній простір. Проте у підлозі відчиняються грати, з яких вилітають бджоли, що нападають на агентів. Малдер і Скаллі втікають і від бджіл, і від гелікоптерів, що переслідують їх поза куполами, і повертаються до Вашингтону.

## У ролях

### Головні ролі
- Девід Духовни — Фокс Малдер, спеціальний агент ФБР, що працює в спеціальному відділі з грифом «X». Отримує касету із цілком таємними документами Міністерства оборони США і намагається їх розшифрувати, щоб не тільки довести свої переконання, але і дізнатися правду про свого батька. Спроби розшифрувати документи приводять його в індіанську резервацію в Нью-Мексико.
- Джилліан Андерсон — Дейна Скаллі, спеціальний агент ФБР, лікар і вчена, яка працює в спеціальному відділі з грифом «X». Стає жертвою викрадення, цілі та особи причетні до якого залишаються невідомими. Намагається допомогти Малдеру розкрити правду, не зважаючи на те, що не підтримує його переконання.

### Другорядні ролі
- Мітч Піледжі — Волтер Скіннер
- Вільям Девіс — Курець
- Том Брейдвуд — Мелвін Фрогікі
- Террі О'Квінн — Даріус Мішо
- Лукас Блек — Стіві
- Брюс Гарвуд[en] — Джон Фітцджеральд Байєрс
- Дін Гаґлунд[en] — Річард Ленглі
- Ніколас Ліа — Алекс Крайчек
- Брендан Байзер[en] — Пендрелл
- Ленно Брітос — Луїс Кардинал
- Дон С. Вільямс — перший старійшина
- Стівен Вільямс — Ікс
- Джеффрі ДеМанн — Бен Броншвейг
- Шейла Ларкен[en] — Маргарет Скаллі
- Джон Невілл[en] — Людина з гарним манікюром
- Ребекка Тулан[en] — Тіна Малдер
- Пітер Донат[en] — Вільям Малдер
- Джеррі Гардін[en] — Бездонна горлянка
- Мелінда Макґроу[en] — Меліса Скаллі
- Стівен МакГетті[en] — Рудий чоловік
- Моріс Панич — Сивий чоловік
- Флойд Вестерман — Альберт Гостін
- Рой Тінніс[en] — Джеремая Сміт
- Браян Томпсон — Інопланетний мисливець за головами
- Роберт Візден[en] — Роберт Патрік Моделл
- Блайт Даннер — Джана Кессіді

## Виробництво
Спочатку Кріс Картер хотів закінчити телесеріал після п'ятого сезону і продовжити міфологію шоу серією фільмів, починаючи з цього. Мережа Fox, однак, побачила цей серіал, як надто вигідний, тому керівництво змусило Картера зняти цей фільм як прив'язку між двома сезонами. Це завдання для Картера було дуже складним.

## Сприйняття
Оцінка на сайті IMDb — 7,0/10.